# Little Cumbrae
Little Cumbrae (lokal: „Wee Cumbrae“) ist eine schottische Insel in der Council Area North Ayrshire.

## Geographie
Die vulkanische Insel liegt im Firth of Clyde, der Little Cumbrae von dem rund zwei Kilometer entfernten schottischen Festland bei Farland Head trennt. Die nächstgelegene Ortschaft dort ist Portencross. Die größere Schwesterinsel Great Cumbrae befindet sich 800 m in nördlicher Richtung, während die Südspitze der Insel Bute 2,5 km nordwestlich liegt. Little Cumbrae weist eine maximale Länge von 3 km bei einer maximalen Breite von 1,5 km auf, mit einer Fläche von 3,13 km². Die sumpfige Landschaft erhebt sich sukzessive bis auf eine Höhe von 123 m über den Meeresspiegel.

## Geologie
Der Vulkanismus, der zur Entstehung von Little Cumbrae führte, kann nach radiometrischen Daten aus den Renfrewshire Hills auf dem Clyde Plateau auf circa 335–208 Millionen Jahre datiert werden (spätes Holkerium (Stufe B nach Menning et al.), eine Unterstufe des Viséum).
An einigen wenigen Stellen auf Little Cumrae tritt Lava aus dem frühen Karbon (Dinantium) in Form von ENE-NE-verlaufenden Schwellen auf.

## Geschichte
Die Inselgruppe wird 1264 als Cumberays erwähnt. Die Inseln sind vermutlich nach den schottischen Cymry benannt, der zweite Namensbestandteil ist altskandinavisch ay, Eiland.
Auf der der Ostküste vorgelagerten Gezeiteninsel Castle Island befindet sich ein Tower House namens Little Cumbrae Castle. Möglicherweise diente es als Wachtposten zum Schutz gegen das Eindringen der Wikinger in den Firth of Clyde. König Robert II. besetzte das Bauwerk im Jahre 1375. 1635 wurde es von den Truppen Oliver Cromwells niedergebrannt. Die Ruine ist in die höchsten schottische Denkmalkategorie A eingeordnet.
Im Jahre 1750 wurde am höchsten Punkt der Insel einer der frühesten Leuchttürme Schottlands errichtet. Der Leuchtturm wurde im 19. Jahrhundert durch einen Neubau an der Westküste ersetzt. Die Ruine des Little Cumbrae Old Lighthouse war bis 2006 ebenfalls als Baudenkmal der Kategorie A eingestuft.
Glasgow leitete seine gesamte Abwässer ungeklärt in den Clyde, was zu mehreren Choleraepidemien führte. Eine königliche Kommission unter Sir John Hawkshaw schlug daher 1876 vor, die Abwässer durch einen Kanal nach Farland Head zu führen und gegenüber von Little Cumbrae in direkt in den Firth of Clyde einzuleiten. Die Kosten wurden auf 2.500.000 Pfund veranschlagt. der Plan kam jedoch nie zur Durchführung. Während im 19. Jahrhundert zwischen elf und 23 Personen die Insel bewohnten, sank die Zahl im 20. Jahrhundert. Zuletzt wird im Zensus von 1991 eine Einwohnerzahl von sechs angegeben. Heute ist Little Cumbrae unbewohnt. Es gibt jedoch viele Kaninchen.
Wie viele britische Inseln befindet sich Little Cumbrae in Privatbesitz. 2001 existierten Pläne, die Insel als Luxusferienziel zu etablieren. Dies wurde jedoch nicht in die Tat umgesetzt und die Insel schließlich 2008 für 2,5 Mio £ verkauft. Heute gehört die Insel einem indischstämmigen Yogalehrer, der dort ein Meditationszentrum betreibt.